# Liverpool, Motala
Liverpool är en stadsdel i Motala, västra Östergötland. Området byggdes ut efter anläggandet av AB Motala Verkstad 1822, då de brittiska arbetare man tagit in för att starta upp verkstaden bosatte sig där. Många av de hus som finns i området idag, fanns där redan på 1800-talet.